# Giovanni da Venezia
Giovanni Diacono, o Giovanni da Venezia (940-945 – dopo il 1018), è stato un diplomatico e scrittore italiano.

## Biografia
È ritenuto l'autore del Chronicon Venetum, la più antica opera di storiografia veneziana. Dalla stessa si possono ricavare alcune notizie biografiche.
Nella cronaca si parla infatti di un "diacono Giovanni" cappellano del doge Pietro II Orseolo (991-1008) e ambasciatore presso Ottone III mentre questi si trovava per la terza volta in Italia. L'imperatore incaricò Giovanni di comunicare al doge la sua intenzione ad incontrarlo; fu quindi organizzata una visita che coinvolse lo stesso diacono, il quale ebbe il compito di incontrare l'imperatore all'abbazia di Pomposa per condurlo a Venezia via mare. L'evento è descritto così dettagliatamente da far identificare l'autore della cronaca con Giovanni, la cui esistenza storica è comprovata anche dai documenti dell'epoca (il suo nome compare per la prima volta in un diploma del 996).
Detto questo, la sua data di nascita andrebbe collocata tra il 940 e il 945, sicché all'epoca dei fatti doveva essere un uomo maturo. Avrebbe quindi assistito agli eventi del ducato sin dall'epoca di Pietro IV Candiano e in effetti la narrazione si fa più dettagliata a partire da questi. Si noti, inoltre, che nel 967 viene citato tra gli emissari del doge anche un "diacono Giovanni": ciò da un lato stupisce, perché i Candiano e gli Orseolo, presso i quali fu poi al servizio, erano avversari; d'altra parte, Giovanni potrebbe appartenere a quei veneziani che si allontanarono dal doge Pietro IV a causa del suo cattivo governo. Non a caso, il racconto riguardante la sollevazione che portò all'uccisione di quest'ultimo è descritta con molta precisione.
Giovanni è menzionato ancora come cappellano e ambasciatore dell'Orseolo presso Ottone verso il 1001 e nel 1002. In un documento dello stesso periodo è ricordato un pagamento in suo favore come rimborso per le spese sostenute durante un viaggio a Roma, dove forse si era recato per raggiungere l'imperatore. L'ultimo riferimento sul suo conto è datato al 1018, quando era in missione presso Enrico II.